# Lubasův dům

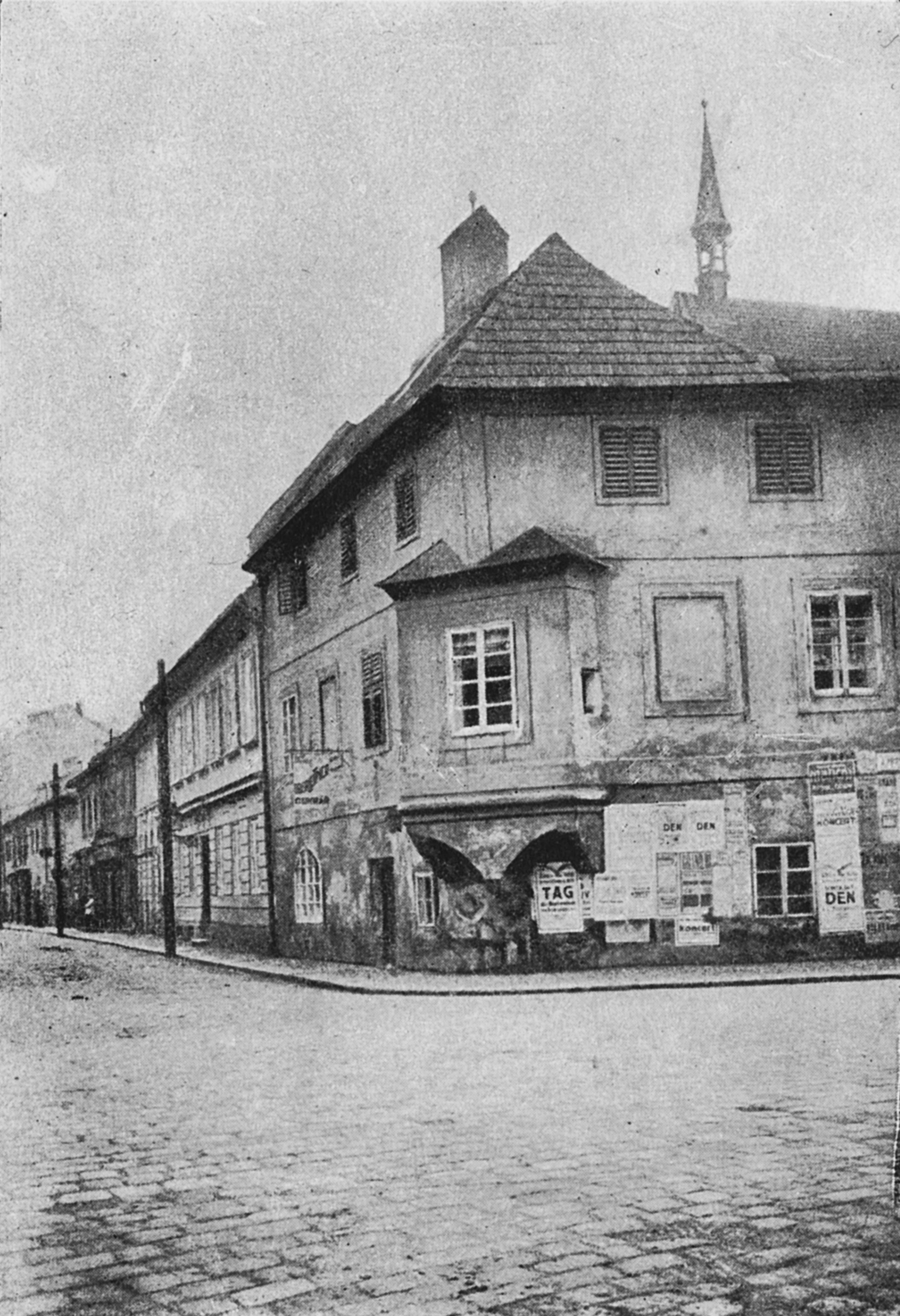
snímek z přelomu 19. a 20. století

Lubasův dům (Česká 36, č. p. 154) je pozdně gotická kulturní památka v Českých Budějovicích evidovaná již v roce 1900. Do novodobého státního seznamu byla zapsána 3. května 1958. Dům stojí na křižovatce ulic Česká a Hroznová. Název Lubasův dům je novodobý, ve starší literatuře a v Encyklopedii města České Budějovice se nepoužívá, původ názvu není v dostupné literatuře doložen.

## Architektura
Stavba pochází z počátku 16. století. Vchod je lemován pozdně gotickým profilem s kamenickou značkou. Směrem do křižovatky vystupuje hrubý nárožní arkýř podepřený trojicí krakorců. Součástí domu je historická ohradní zeď, na kterou se rovněž vztahuje památková ochrana. Dům je zajímavý i skladbou vnitřních prostorů. Část patra zabírala černá kuchyně, zatímco v přízemí se patrně netopilo.
Zeď původně lemovala uličku vedoucí šikmo z křižovatky Česká - Hroznova na Piaristické náměstí, někdejší hřbitov. Ulička vedla mezi dvěma domy barokní branou, která byla zbořena roku 1903 spolu s jedním z domů - zachován zůstal pouze Lubasův.